# Bernard V d'Anhalt-Bernbourg
Pour les articles homonymes, voir Bernard V.
Bernhard V d'Anhalt-Bernbourg (mort le 24 juin 1420) fut un prince allemand de la maison d'Ascanie régnant sur la principauté d'Anhalt-Bernbourg.

## Biographie
Bernard V est le fils ainé de Henri IV d'Anhalt-Bernbourg  et de son épouse Sophie, membre putative de la 
famille de Stolberg.
Après la mort de son père en 1374, Bernard est exclu de la souveraineté sur la principauté d'Anhalt-Bernbourg par son oncle Othon III. Quand Othon meurt en 1404, Bernard réussit finalement à recouvrer son héritage en écartant à son tour le fils ainé de son oncle, son homonyme Bernard VI d'Anhalt-Bernbourg mais il est contraint d'associer comme corégent le cadet de ce dernier, son jeune cousin Othon IV jusqu'à la mort de ce dernier en 1415/1416. Bernard V devient alors le seul prince régnant. À sa mort sans héritier masculin, Bernard V a finalement comme successeur son cousin et homonyme Bernard VI, le fils  ainé d'Othon III.

## Union et postérité
Le 8 septembre 1396, Bernard épouse Elisabeth (morte en 1426), fille d'Ulrich III de Honstein-Kelbra. Les deux époux sont les arrière-arrière petits-enfants  de Bernard Ier d'Anhalt-Bernbourg, respectivement par le biais de Sophie et de Bernard II. Leur union ne laisse qu'une fille unique:
- Adélaïde (morte après 1434), qui épouse avant le 24 mars 1415, Maurice IV, comte de Spiegelberg.